# Selección juvenil de rugby de Islas Caimán
La selección juvenil de rugby de Islas Caimán es el equipo nacional de rugby regulada por la Cayman Rugby Football Union.

## Reseña histórica
Desde el 2006, participa anualmente del torneo juvenil organizado por el ente regional de rugby de América del Norte y el Caribe, la categoría del certamen es M19. Ha ganado reiteradas veces esta competición.
A nivel mundial clasificó a la edición del Trofeo Mundial del 2009 (categoría M20), en esa oportunidad perdió los 3 partidos de la serie y finalizó en la octava posición al caer frente a Corea del Sur por 62 - 12 en el play off por el séptimo puesto.

## Palmarés
- RAN M19 (5): 2008, 2009, 2011, 2012, 2013

## Participación en copas

### Campeonato MundialM20
- No ha clasificado

### Trofeo MundialM20
- Kenia 2009: 8.º puesto (último)[3]

#### RAN M19
- Nawira M19 2006: 5.º puesto
- Nawira M19 2007: 3.º puesto
- Nawira M19 2008: Campeón[4]
- Nawira M19 2009: Campeón
- NACRA M19 2010: 5.º puesto
- NACRA M19 2011: Campeón
- NACRA M19 2012: Campeón
- NACRA M19 2013: Campeón
- NACRA M19 2014: 6.º puesto
- NACRA M19 2015: 5.º puesto[5]
- RAN M19 2016: Campeón
- RAN M19 2017: ?° puesto
- RAN M19 2018: 4.º puesto (último)
- RAN M19 2019: 5.º puesto
- RAN M19 2022: 5° puesto
- RAN M19 2023: 5° puesto